# 雪椿
「雪椿」（ゆきつばき）は、1987年6月25日に発売された小林幸子のシングル。

## 解説
- 小林が長年に渡って所属していた第一プロダクションを退社独立後、個人事務所の幸子プロモーションを設立して初の第一弾シングルとして発売された。小林が『今回は星野哲郎先生に書いていただきたい。』と考えていて、自ら星野の元へ依頼に出向いて星野から『幸子のお母さんやデビュー前の新潟時代の思い出話を聞かせて。』と言われて、先生とたくさんお話をしてから歌詞に私のイメージなどをふくらませて制作していただいたと2017年5月のNHK土曜スタジオパークゲスト出演時に語っている。発売後には1987年から翌1988年の2年跨ぎのロングセラーになり、オリコンシングルチャートの100位以内には通算104週間ランクイン、累計ではミリオンセラーとなった。
- 曲名の「ユキツバキ」が、小林の出身地である新潟県（越後国）の植物・花であることや、中越地震のエピソードもあって、小林自身は同曲のことを「宝物」と話している。
- 『NHK紅白歌合戦』（NHK）では、1987年（第38回）、1988年（第39回）、2004年（第55回）と3回歌唱されている（そのうち、1988年は紅組トリ、2004年は大トリ）。
- 2005年の『第56回NHK紅白歌合戦』の出場者選考の参考資料としてNHKが実施した『スキウタ〜紅白みんなでアンケート〜』に紅組48位にランクイン。

## 収録曲
- 両楽曲共に、作詞：星野哲郎、作曲：遠藤実

1. 雪椿 (4分44秒)
編曲：斉藤恒夫
2. むちゃくちゃ惚れでござります (3分55秒)
編曲：京建輔